# Futuna Chapel
Die Futuna Chapel (Futuna-Kapelle) ist ein römisch-katholisches Kirchengebäude in Wellington, der Hauptstadt Neuseelands, das eine außergewöhnliche Architektur besitzt und 1968 mit der Goldmedaille des New Zealand Institute of Architects ausgezeichnet wurde.

## Namensherkunft
Der Name der Kapelle wurde in Gedenken an den katholischen Missionar Pierre Chanel vergeben, der am 28. April 1841 auf der französisch-polynesischen Insel Futuna ermordet wurde.

## Geographie
Das Gebäude befindet sich in Wellington im westlich liegenden Stadtteil Karori und ist von der Einliegerstraße Futuna Close, die von der Friend Street nach Norden hin abzweigt, zugänglich. Das Kirchengebäude ist mit seiner Architektur nach Südsüdost und Westsüdwest ausgerichtet, wo sich an letzterer genannten Seite auch der Haupteingang befindet. Vom Heritage New Zealand wird die Adresse mit 62 Friend Street angegeben.

## Geschichte
1936 gründete sich in Wellington die St Joseph's Retreat Guild, die 1947 das Grundstück erwarb, auf dem 1961 von den Maristen die Futuna Chapel errichtet wurde. Der Bau der Kirche und des Exerzitienhauses dauerte von der Planung bis zur Fertigstellung drei Jahre. Mit der Planung wurde seinerzeit der Architekt John Colin Scott beauftragt, der schon bereit für mehrere Kirchenbauten in Neuseeland verantwortlich gezeichnet hatte.
Am 19. März 1961 wurde die Kirche ihrer Bestimmung übergeben. Mit ihrer Eröffnung wurde die Kirche zum Sinnbild moderner eigenständiger Architektur Neuseelands mit Bezügen zur Māori-Kultur. Für ihre Architektur wurde das Gebäude und damit auch der Architekt im Jahr 1968 mit der Goldmedaille des New Zealand Institute of Architects ausgezeichnet, gefolgt von einem weiteren Preis des Instituts im Jahr 1986.
Im Jahr 2000 hatte die Maristen keine Verwendung mehr für das gesamte Bauwerk und verkauften es an einem Bauunternehmer. Dieser errichtete auf den angrenzenden Grundstücken Häuser und nutze die Kapelle als Materiallager. Um die Kirche vor dem Verfall zu retten und als historisches Denkmal zu erhalten, gründete sich am 16. April 2003 der Friends of Futuna Charitable Trust. Dieser sammelte Spenden und konnte nach langen Verhandlungen das Grundstück und das Gebäude schließlich erwerben. Im Jahr 2009 konnten Restaurierungsarbeiten zum Erhalt des Gebäudes vorgenommen werden.

## Denkmalschutz
Am 28. Mai 1999 wurde das Gebäude in die Liste der Historic Place Category 1 des New Zealand Historic Places Trust aufgenommen und wurde damit als ein Gebäude von besonderer und herausragender geschichtlicher und kultureller Bedeutung gewürdigt.